# Деришева, Екатерина Сергеевна
Екатери́на Серге́евна Де́ришева  (род. 13 ноября 1994, Мелитополь, Украина) — украинская поэтесса, переводчица, интернет-маркетолог. Автор книг «Точка отсчёта», «Инсталляции не будет».

## Биография
Родилась 13 ноября 1994 в городе Мелитополь. Окончила Экономико-Правовой колледж ЗНУ по специальности «Разработка программного обеспечения». В 2014 году после окончания учёбы переехала в Харьков. В 2019 году окончила курсы по интернет-маркетингу и с тех пор работает в этой сфере.
С осени 2014 года начала организовывать мероприятия и участвовать в культурной жизни Харькова. Соорганизатор фестиваля Аваllгард совместно с Андреем Костинским (2017).
В начале 2018 года совместно с Владимиром Коркуновым создала литературный проект «kntxt», который включал в себя книжную серию, журнал и фестиваль.
Пишет на русском языке. Автор книги стихов «Точка отсчета» (2018). Сопереводчица сборника «Крики рук» Лесика Панасюка (2018).
Соавтор поэтического сборника Insula Timpului (Tracus Arte, 2019).
Входила в длинные списки премий Белла (2016), Аркадия Драгомощенко (2019) и других. Получила премию «Europa Mai» (2022) за поэму «В режиме войны» в переводе на немецкий Златы Рошаль.
Стипендиатка резиденций Villa Concordia (Бамберг, Германия, 2022), LCB (Берлин, 2022), Next Page Foundation, La Factorie, GEDOK Schleswig Holstein, Villa Sarkia, Moskosel Creative Lab, University of Pennsylvania (2024). 
Участвовала в чтениях и фестивалях Украины, Молдавии, России, Беларуси, Германии, Болгарии, США .
Стихи переводились на английский, польский, румынский, урду, вьетнамский, немецкий, болгарский, казахский, итальянский, литовский языки.
В связи со вторжением России на Украину временно проживает в США.

## Творчество и публикации
Автор поэтического сборника «точка отсчета» (2018), "инсталляции не будет". Соавтор поэтического сборника Insula Timpului в переводе на румынский (Бухарест, Tracus Arte, 2019).
Стихи и переводы публиковались в изданиях Poem-a-Day series, Four Way Review, Asymptote "Зеркало", «Plume», «SoFloPoJo», «Tlen Literacki»," «Wizje», «Волга», «Крещатик», «Лиtеrrатура», «Двоеточие», «Новый берег», «Literatur in Bayern», Literaturportal bayern на сайтах Soloneba, Litcentr, «полутона» и др.
В антологиях «Я-тишина» (2021), "In the hour of War" (под редакцией Ильи Каминского и Каролин Форше), "Воздушная тревога", “And Blue Will Rise Over Yellow: An International Poetry Anthology for Ukraine",  "Sow the wheat, Ukraine".

## Цитаты
В стихах Екатерины Деришевой мы сталкиваемся с максимальной концентрацией смысла: всполохи реальности, предметы, понятия и процессы, вроде бы максимально конкретизированные, явленные, оказываются майей, завесой подлинной реальности. Эта реальность принадлежит субъекту поэтической речи, который сокрыт, но через своё как-бы-отсутствие предъявляется максимально убедительно, очень успешно реализуя своеобразную форму минус-приёма.
— Данила Давыдов
продолжающей одновременно — и органично соединяющей — очень разные линии русской поэтической традиции (впору даже сказать — разные традиции) — от футуристов и Велимира Хлебникова до, как это убедительно показал Владимир Коркунов в своей рецензии в журнале «Знамя» (№ 7 / 2018), Лианозовской школы и Геннадия Айги.
— Ольга Балла 
Екатерина Деришева нелинейно — и не раз — сталкивает отстранение (механизм; смерть живого) с приближением (человек; смерть механизма), одновременно извлекая и возвращая жизнь в текст.
— Владимир Коркунов
Екатерина Деришева мыслит парадоксально и точно — приближаясь к манере Андрея Сен-Сенькова и настойчивому взлому языка, который отличает тексты Евгении Сусловой («слова съезжают в новое измерение // отталкиваются от конвенциональности // чтобы жить долго и счастливо / в момент прыжка»; «язык проворачивается с языком // система мышления непрерывно меняется / переводится с двоичной на десятичную // и ракурс поцелуя меняет значение // силой архимеда выталкивает частоты // влияющие на гурт момента»).
— Лев Оборин